# سعيد الربيعي
سعيد عوض الربيعي اليامي لاعب كرة قدم سعودي في خط الدفاع في نادي الشباب، من مواليد مدينة جدة 4 يونيو 1994.

## مسيرة اللاعب
بدأ مع نادي الأخدود في الفئات السنية و انتقل إلى الفئات السنية في النادي الأهلي في عام 2013 لعب في نادي الاتفاق بنظام الإعارة في عام 2015 من النادي الأهلي و عاد بعدها للأهلي أعاره مرة أخرى إلى نادي الفيصلي في عام 2017 و انتقل إلى نادي الاتفاق في عام 2018 و انظم إلى نادي الشباب في صيف 2022.

## الحياة الشخصية
سعيد هو أخ اللاعبين حمد الربيعي وعبد الله الربيعي و ابن عم اللاعبين محمد الربيعي ومسعود الربيعي.

## وصلات خارجية
- سعيد الربيعي على موقع Soccerway.com (الإنجليزية)